# جان آس
جان آس (بالنرويجية البوكمول: Jan Aas)‏ (14 يناير 1944 في النرويج - 30 مايو 2016 في النرويج) هو لاعب كرة قدم نرويجي في مركز مهاجم ‏. شارك مع منتخب النرويج تحت 19 سنة لكرة القدم ومنتخب النرويج تحت 21 سنة لكرة القدم ومنتخب النرويج لكرة القدم. أما مع النوادي، فقد لعب مع نادي فريدريكستاد وSarpsborg FK ‏.

## وصلات خارجية
- جان آس على موقع اتحاد النرويج (النرويجية)
- جان آس على موقع قاعدة بيانات كرة القدم.إي يو (الإنجليزية)
- جان آس على موقع عالم كرة القدم.نت (الإنجليزية)